# Salahdine Hmied
Salahdine Hmied (1 de setembro de 1961) é um ex-futebolista profissional marroquino, que atuava como goleiro.

## Carreira
Salahdine Hmied fez parte do elenco da segunda partição da Seleção Marroquina de Futebol na Copa do Mundo de 1986.